# Neal Koblitz
Neal Koblitz, né le 24 décembre 1948, est professeur de mathématiques à l'université de Washington (États-Unis). Il est aussi un professeur associé au centre de recherche cryptographique Centre for Applied Cryptographic Research (en) de l'université de Waterloo (Canada). Il est le créateur de la cryptographie sur les courbes hyperelliptiques et le cocréateur indépendant de la cryptographie sur les courbes elliptiques. 

## Biographie
Neal Koblitz obtient son diplôme de premier cycle à Harvard en 1969. En 1979, il commence à travailler à l'Université de Washington. Il y est boursier Putnam en 1968. Koblitz obtient son doctorat à l'Université de Princeton en 1974 sous la direction de Nicholas Michael Katz. De 1975 à 1979, il est instructeur à Harvard. En 1979, il commence à travailler à l'Université de Washington.
En 1985, Koblitz et sa femme Ann fondent le Prix Kovalevskaïa qui honore les femmes de science dans les pays en développement. Le prix est financé par les droits d'auteur que reçoit Ann Hibner Koblitz pour sa biographie de Sofia Kovalevskaïa (1983).